# Trouble Sleeping
Trouble Sleeping è un brano musicale della cantautrice britannica Corinne Bailey Rae, estratto come terzo singolo dall'album Corinne Bailey Rae, album di esordio della cantante.

## Tracce
Blue Vinyl - 7" Single EMI 3601047 (EMI) [eu] / EAN 0094636010472
1. Trouble Sleeping
2. Munich (Radio 1 Live Lounge Version)

CD-Single EMI 0946 3 67460 2 9 (EMI)
1. Trouble Sleeping
2. Munich (Radio1Live Lounge Version)

## Classifiche
| Classifica (2006) | Posizione più alta |
| ----------------- | ------------------ |
| Irlanda           | 40                 |
| Italia            | 50                 |
| Paesi Bassi       | 46                 |
| Regno Unito       | 40                 |